# Maurício Sirotsky Sobrinho
Maurício Sirotsky Sobrinho (Erebango, 5 de junio de 1925 - Porto Alegre, 24 de marzo de 1986) fue el fundador del Grupo RBS (Rede Brasil Sul). Hoy sus familiares están a cargo del grupo. 

## Biografía
Desde niño mostró su talento como un comunicador al animar programas de estudiantes en el patio del colégio y locutor de un servicio de altoparlantes en la Radio Gaúcha, que apareció 2 años después de su nacimiento.
Creó en Río Grande del Sur a TV Gaúcha en 1962, exfilial de TV Excelsior. Más tarde, en 1965, antes de la extinción de la TV Exclelsior TV, la empresa se afilia a la Rede Globo y se convierte en el Grupo RBS, que unió la TV, el periódico Zero Hora y las radios Gaúcha y Farroupilha, ya existentes, además de su nueva TV ya ofrecer cobertura internacional. 
En 1967 crea la RBS TV Caxias, donde se formó la primera red de televisión regional en Brasil y también la Radio Atlântida, primera radio joven en Brasil, en homenaje a la Jovem Guarda y a la ciudad de Atlântida sur, costa - Norte Gaucho. En la década de 1970, su último proyecto antes de su muerte desconocida, que era crear una filial del grupo en el estado de Santa Catarina, además de nuevas radios como Radio Cidade e Itapema, nuevas redes de TV en Itajaí, Blumenau, Criciúma, Florianópolis, y nuevos periódicos como Diário Gaúcho, Diario Catarinense, A Notícia, Jornal Santa de Itajaí y ese deseo se hizo realidad, como si fuera un regalo de honra al trabajo de Mauricio.